# المعاهد العليا للدراسات التكنولوجية
المعاهد العليا للدراسات التكنولوجية (ISET) هي مؤسسات عمومية ذات صبغة علمية وتكنولوجية تتمتع بالشخصية المعنوية والاستقلال المالي، وتشرف عليها وزارة التعليم العالي والبحث العلمي. صدر القانون الذي ينظمها في 18 مايو 1992، وأحدث أول ثلاثة معاهد في نفس اليوم. 

تضمن المعاهد تعليما عاليا مندمجا يشمل دروسا نظرية وأشغال تطبيقية وتربصات لتأهيل الطلاب للقيام بوظائف التأطير التقني في قطاعات الإنتاج والخدمات والبحث التطبيقي. يمكن الانضمام إليها بالنسبة لحاملي شهادة الباكالوريا
هيئة التدريس تتكون أساسا من المدرسين التكنولوجيين، ويمكن الالتجاء استثنائيا لمدرسين من التعليم العالي أو الثانوي.

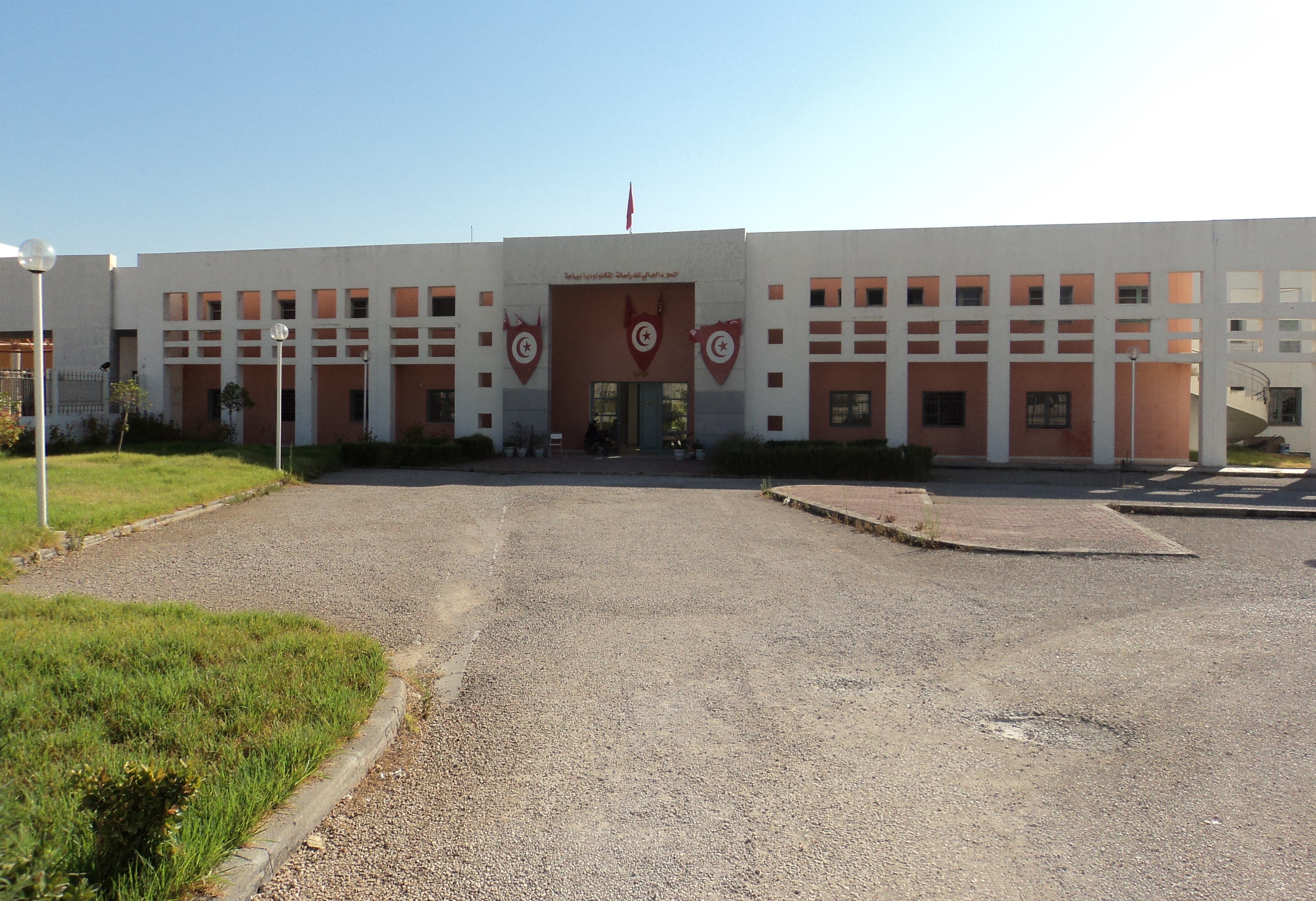
مدخل المعاهد العليا للدراسات التكنولوجية (ISET)

## قائمة المعاهد
يبلغ عددها اليوم 25 معهدا:
الشمال الشرقي
- المعهد العالي للدراسات التكنولوجية ببنزرت (2005)
- المعهد العالي للدراسات التكنولوجية برادس (1995)
- المعهد العالي للدراسات التكنولوجية بزغوان (2002)
- المعهد العالي للدراسات التكنولوجية بالشرقية (2000)
- المعهد العالي للدراسات التكنولوجية بقليبية (2012)
- المعهد العالي للدراسات التكنولوجية بنابل (1995، سابقا المعهد الأعلى التقني بنابل)
- المعهد العالي للدراسات التكنولوجية في المواصلات بتونس (1992)

الشمال الغربي
- المعهد العالي للدراسات التكنولوجية بباجة (2004)
- المعهد العالي للدراسات التكنولوجية بجندوبة (2002)
- المعهد العالي للدراسات التكنولوجية بسليانة (2003)
- المعهد العالي للدراسات التكنولوجية بالكاف (2002)

الوسط الشرقي
- المعهد العالي للدراسات التكنولوجية بسوسة (1992)
- المعهد العالي للدراسات التكنولوجية بصفاقس (1992)
- المعهد العالي للدراسات التكنولوجية بقصر هلال (1995، سابقا المعهد الأعلى التقني لصناعات النسيج بقصر هلال)
- المعهد العالي للدراسات التكنولوجية بالمهدية (2001)

الوسط الغربي
- المعهد العالي للدراسات التكنولوجية بسيدي بوزيد (2007)
- المعهد العالي للدراسات التكنولوجية بالقصرين (2004)
- المعهد العالي للدراسات التكنولوجية بالقيروان (2000)

الجنوب الشرقي
- المعهد العالي للدراسات التكنولوجية بتطاوين (2005)
- المعهد العالي للدراسات التكنولوجية بجربة (2000)
- المعهد العالي للدراسات التكنولوجية بقابس (1995، سابقا المعهد الأعلى التقني بقابس)
- المعهد العالي للدراسات التكنولوجية بمدنين (2005)

الجنوب الغربي
- المعهد العالي للدراسات التكنولوجية بتوزر (2004)
- المعهد العالي للدراسات التكنولوجية بقبلي (2003)
- المعهد العالي للدراسات التكنولوجية بقفصة (1995، سابقا المعهد الأعلى التكنولوجي للصناعات والمناجم بقفصة)